# Templo del Sagrado Corazón de Jesús (Chihuahua)
El Templo del Sagrado Corazón de Jesús es un templo de culto católico ubicado en la ciudad de Chihuahua, Chihuahua, México, construido en la primera mitad del siglo XX en estilo neorrománico, es uno de los principales monumentos arquitectónicos de la ciudad.

## Historia
El origen del templo del Sagrado Corazón de Jesús se encuentra íntimamente ligado al retorno al territorio de Chihuahua —en particular a las misiones de la Sierra Tarahumara— de la Compañía de Jesús, expulsada desde 1767. A solicitud del primer obispo de Chihuahua, José de Jesús Ortiz y Rodríguez, los jesuitas retornaron oficialmente al estado el 9 de septiembre de 1900, haciéndose cargo de la parroquia de Sisoguichi el 12 de octubre del mismo año. Debido a la necesidad de contar con una casa y templo en la ciudad de Chihuahua donde se pudieran detener en su traslado a la Tarahumara, los jesuitas solicitaron y obtuvieron del nuevo obispo, Nicolás Pérez Gavilán y Echeverría, el Santuario de Guadalupe, del que tomaron posesión el 30 de julio de 1904, siendo su primer rector el padre Antonio Repiso, S. J.; en 1910 realizaron una remodelación al templo que le dio en gran parte el aspecto que conserva hasta hoy.
Uno de los sacerdotes jesuitas residentes en el Santuario, el padre Pedro Delgado, comenzó a atender a los vecinos de la Colonia Pacífico, ubicada al suroeste de la ciudad y junto a ellos inició en 1909 el proyecto de construcción una capilla al Sagrado Corazón, proyecto para el cual el gobernador Enrique C. Creel donó un terreno de su propiedad ubicado en la esquina de la Av. Penitenciaría —hoy 20 de Noviembre— y calle 26a., el obispo Pérez Gavilán bendijo la primera piedra el 25 de abril de 1909.
El crecimiento poblacional de la zona dio como resultado que pronto la capilla resultara insuficiente, por lo que en 1919 los vecinos convocados por el superior jesuita José María Maya resolvieron la construcción de un nuevo templo más espacioso, para lo que formaron una junta directiva que el 12 de noviembre del mismo año obtuvo el permiso para la construcción de la Secretaría de Gobernación y adquirió el nuevo terreno en la esquina formada por las avenidas 20 de noviembre y Ocampo; formulado el proyecto ya como templo jesuita, fue enviado al superior de la orden en la Ciudad de México, que lo rechazó argumentando que no debía limitarse a una capilla sino a un templo de grandes dimensiones. Para tal efecto se reorganizó la junta directiva a cuyo frente destacaría la señora María Luján de Terrazas, entre otras damas chihuahuenses, que conseguirían la ampliación del terreno inicial por donación realizada por la señora Rosa Terrazas de Muñoz; finalmente, el 31 de agosto de 1921 el tercer Obispo de Chihuahua, Antonio Guízar Valencia, colocó y bendijo la primera piedra y celebró la primera misa en el lugar.
El proyecto arquitectónico del templo, de estilo románico, fue realizado por el ingeniero José R. Argüelles y el ingeniero F. Tribouyet, inicialmente las obras se iniciaron bajo la dirección del ingeniero Enrique Esperón, y a su fallecimiento fue sustituido por los ingenieros Manuel O’Reilly y Carlos Ochoa Arróniz; además la cantería estuvo a cargo del maestro Romualdo González. Los trabajos se suspendieron en 1926 ante el conflicto religioso con el gobierno mexicano que llevaría a la suspensión de cultos desde el 31 de julio de ese año y hasta 1929. A partir de ese año se reiniciaron lentamente los trabajos que se prolongarían a lo largo de treinta años más, en 1931 parte del templo fue habilitada como capilla provisional en la que se inició el culto público a partir del 31 de agosto de ese año y que se consolidaría como la residencia jesuita en Chihuahua al ser devuelto ese mismo año el Santuario de Guadalupe a la jurisdicción diocesana y sobre todo cuando en 1934 se incendió la primitiva capilla de la Calle 26.

## Galería

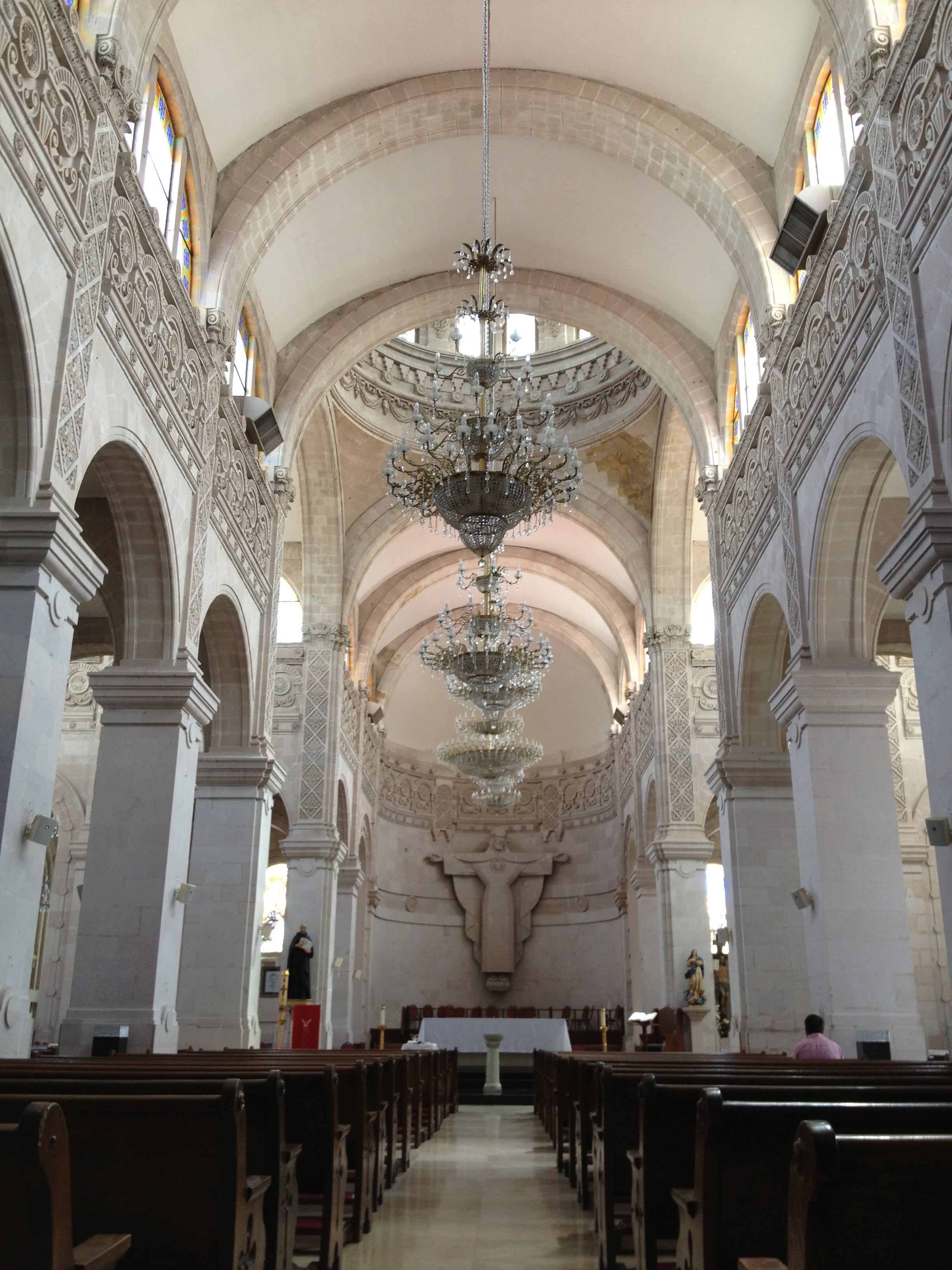
Nave central
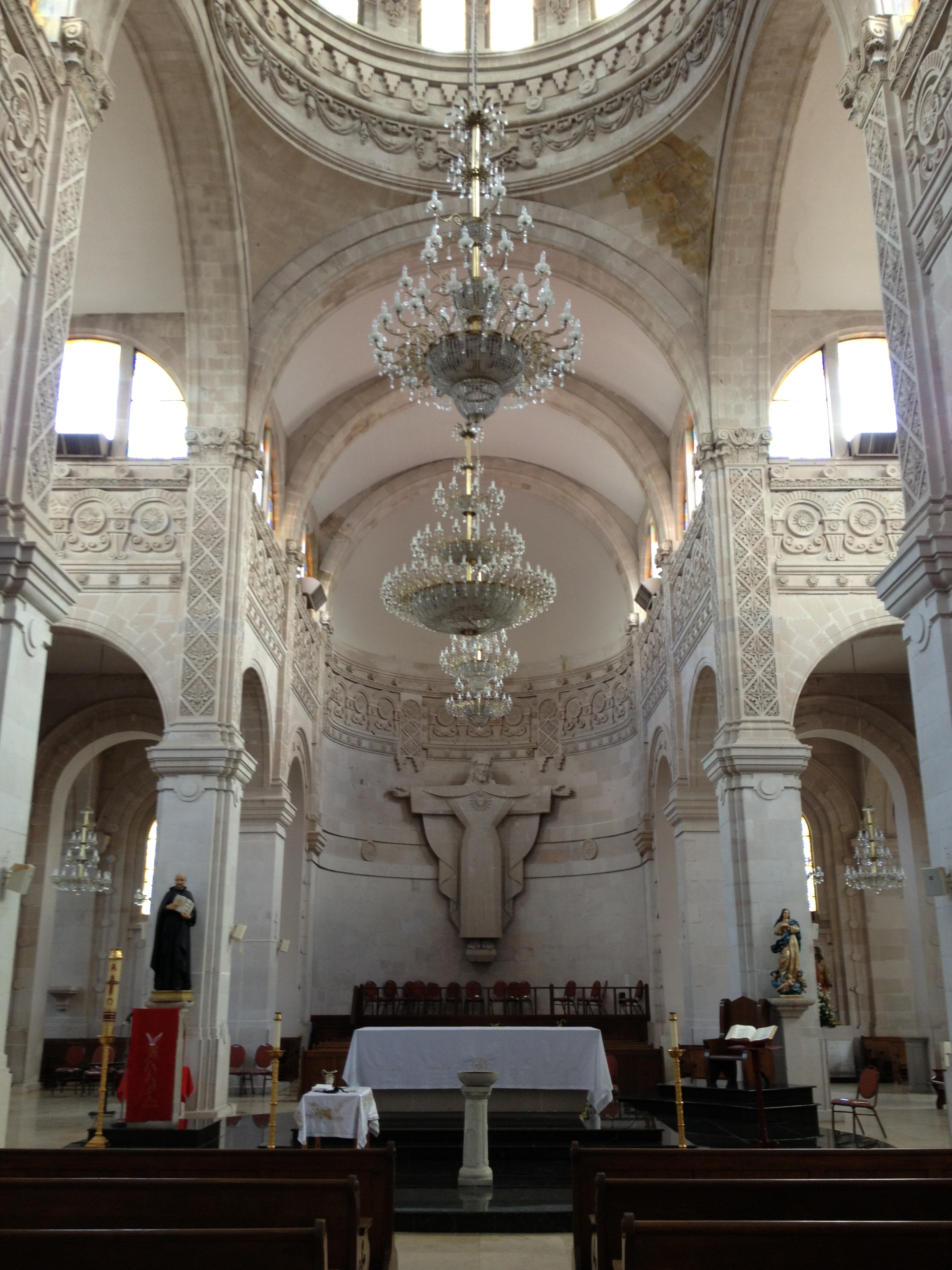
Presbiterio
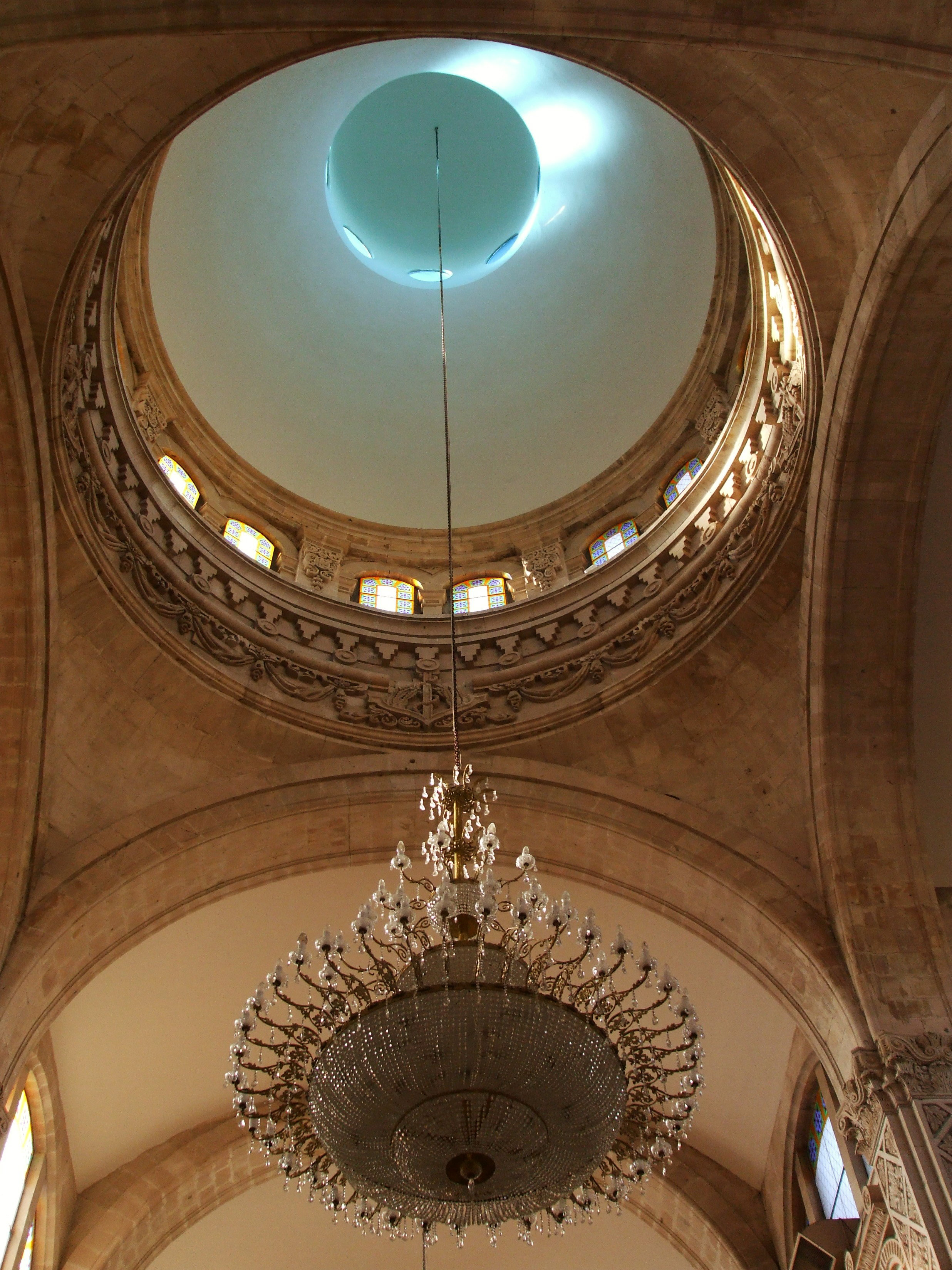
Cúpula
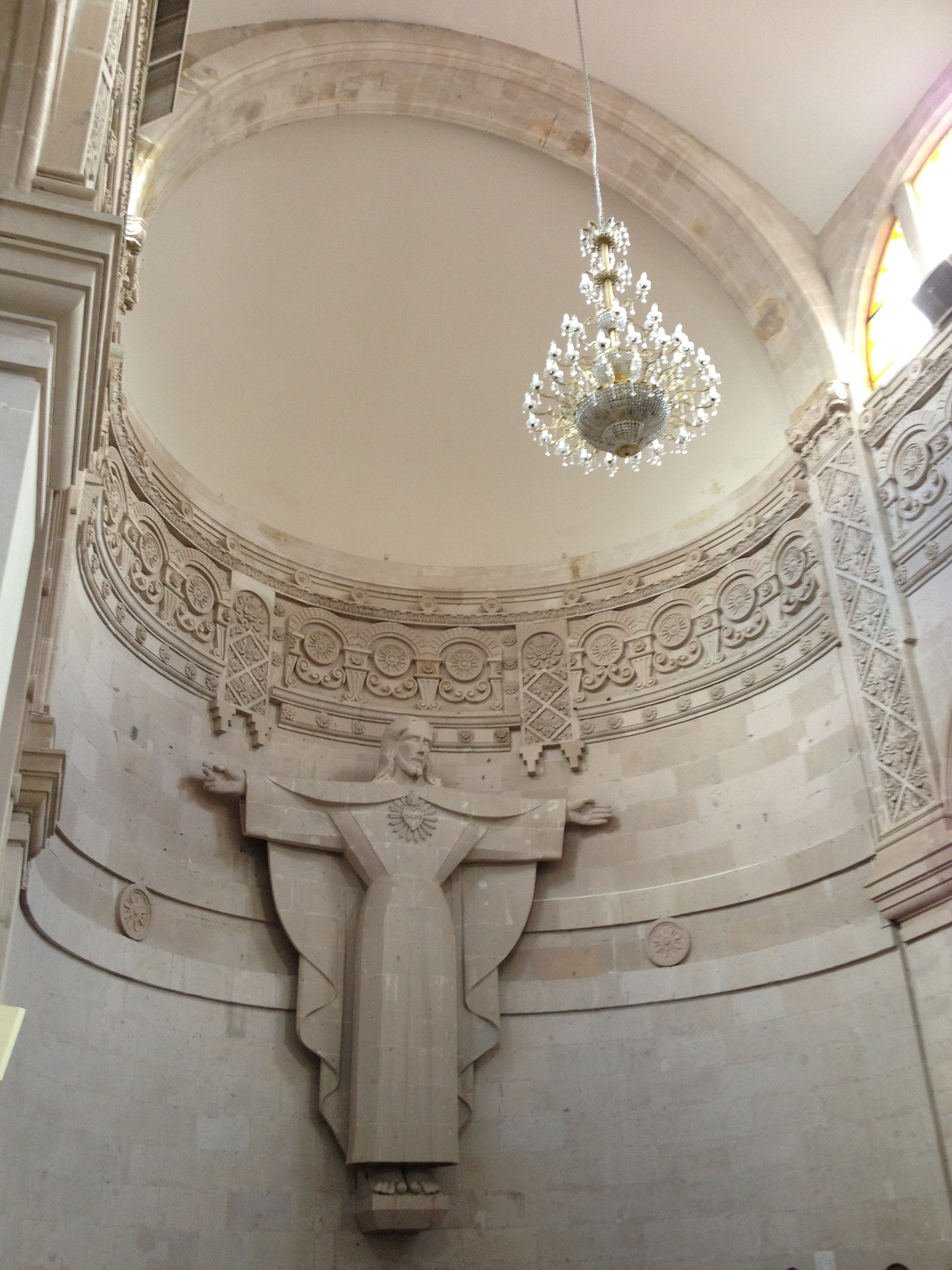
Ábside
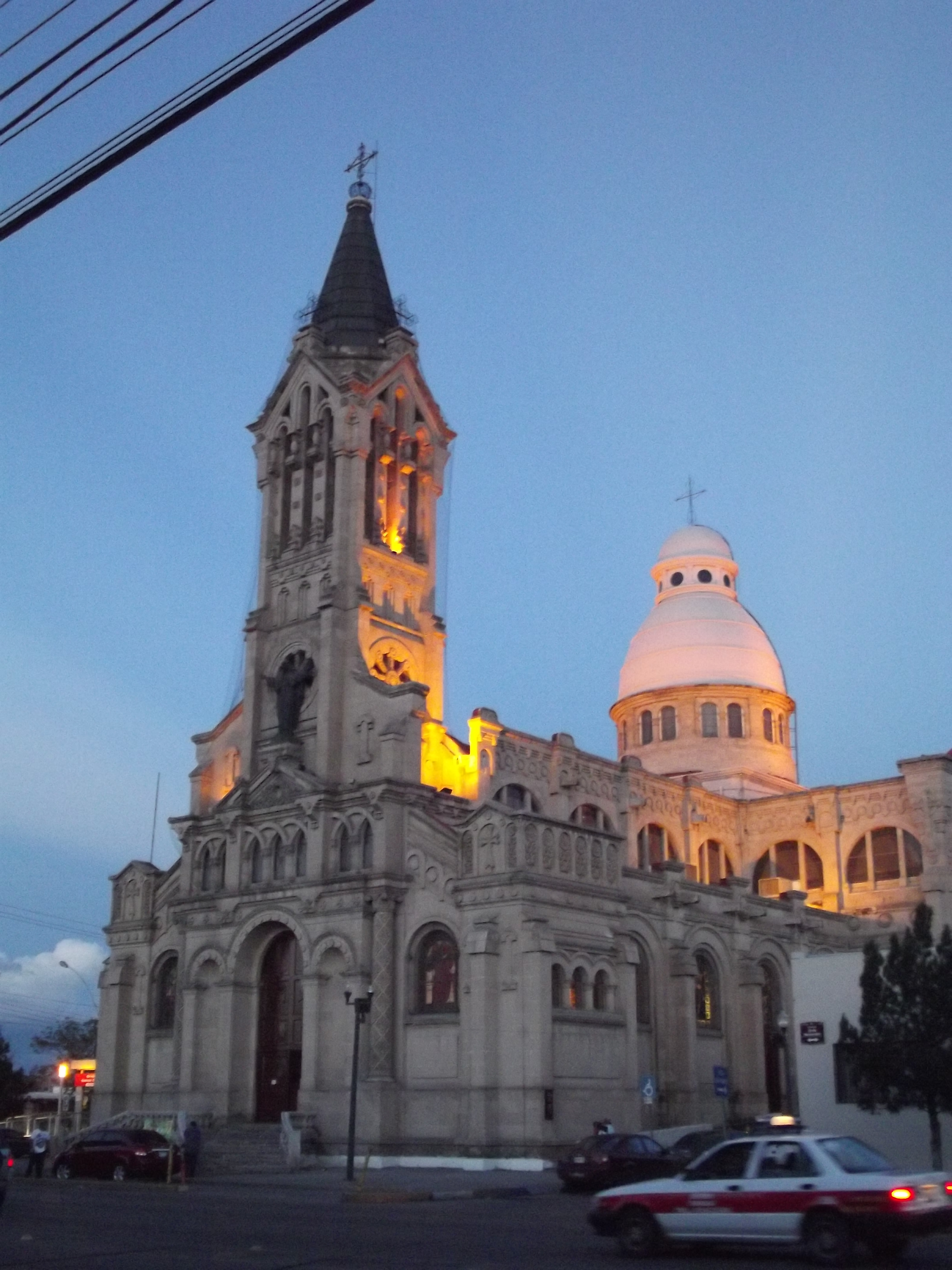
Vista exterior del templo donde puede observarse la cúpula